# Andebbia
Andebbia är ett släkte av svampar. Andebbia ingår i familjen Mesophelliaceae, ordningen Hysterangiales, klassen Agaricomycetes, divisionen basidiesvampar och riket svampar.
|          | Castoreum                             |
|          |                                       |
|          | Chondrogaster                         |
|          |                                       |
|          | Mesophellia                           |
|          |                                       |
| Andebbia | \| \| Andebbia pachythrix \| \| \| \| |
|          | \| \| Andebbia pachythrix \| \| \| \| |
|          | Gummiglobus                           |
|          |                                       |
|          | Gummivena                             |
|          |                                       |
|          | Malajczukia                           |
|          |                                       |
|          | Nothocastoreum                        |
|          |                                       |
|          | Andebbia pachythrix                   |
|          |                                       |

|  | Andebbia pachythrix |
|  |                     |